# 412
Cette page concerne l'année 412  du calendrier julien. Pour l'année 412 av. J.-C., voir 412 av. J.-C. Pour le nombre 412, voir 412 (nombre).
L'année 412 est une année bissextile qui commence un lundi.

## Événements
- 30 janvier : édit d’Honorius contre les Donatistes[1].
- Printemps : 
  - Les Wisigoths pénètrent dans le sud de la Gaule[2]. Leur roi Athaulf négocie avec l’usurpateur Jovin et ses alliés Burgondes et Alains qui tiennent les provinces septentrionales. Athaulf rompt les négociations quand son ennemi juré Sarus rejoint les rangs de Jovin. Après avoir tué Sarus, il prend le parti d'Honorius quant Jovin nomme son frère Sebastianus coempereur[3].
  - Les Romains restaurent les fortins de la rive droite du Danube détruits par les Huns et créent une nouvelle flotte danubienne[4].
- 18 octobre : Cyrille succède à son oncle Théophile comme patriarche d'Alexandrie (414-444). Il s’opposera au patriarche de Constantinople, Nestorius, au nom de l’orthodoxie chrétienne (430)[5].
- Olympiodore signe un armistice avec le roi des Huns Karaton, dans la région du Don[4].
- Patrocle est élu évêque d'Arles après l'expulsion  par la population d'Héros, qui avait soutenu Constantin III[6].

## Naissances en 412
- Pierre l'Ibère
- 7 février : Proclus (en grec ancien Πρόκλος / Próklos) surnommé « Proclos le Successeur », philosophe néo-platonicien et grammairien. († 17 avril 487).

## Décès en 412
- 15 octobre : Théophile d'Alexandrie[5].
- Sarus, général goth au service de Rome, tué au combat.